# Wanderspitzmaus

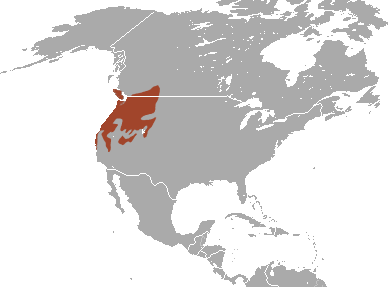
Verbreitungsgebiet der Wanderspitzmaus

Die Wanderspitzmaus (Sorex vagrans) ist ein Säugetier in der Gattung der Rotzahnspitzmäuse.

## Merkmale
Erwachsene Exemplare sind mit einer Gesamtlänge von 85 bis 126 mm, inklusive eines 32 bis 58 mm langen Schwanzes und mit einem Gewicht von 4 bis 10 g mittelgroße Gattungsvertreter. Die Länge der Hinterfüße beträgt 9 bis 15 mm und die Ohren sind 4 bis 10 mm lang. Die Wanderspitzmaus hat im Binnenland auf der Oberseite braunes, dunkelbraunes oder graues Fell sowie nahe der Küsten oft schwarzes Fell. Die Unterseite des Schwanzes ist bei ausgewachsenen Tieren nur etwas heller als die Oberseite. Bei Jungtieren kommt eine deutliche Teilung in eine dunkelbraune Färbung oberseits und eine weiße Unterseite vor. Bei beiden Geschlechtern sind an den Körperseiten Duftdrüsen vorhanden. Diese werden bei Männchen während der Paarungszeit deutlich größer. Der Wechsel zum Sommerfell findet vom Spätwinter bis zum März statt. Die Art legt ihr leicht dunkleres Winterfell zwischen September und Oktober an. Sie kann leicht mit der Dunklen Rotzahnspitzmaus (Sorex monticolus) verwechselt werden.
Im Oberkiefer sind pro Seite ein Schneidezahn, fünf einspitzige Zähne, ein Prämolar und drei molare Zähne vorhanden. Die untere Zahnreihe ist ähnlich aufgebaut, jedoch ist pro Seite nur ein einspitziger Zahn vorhanden. Von den fünf einspitzigen Zähnen der oberen Kieferhälfte ist der Dritte auffällig kürzer als der Vierte. Die Zugehörigkeit zu den Rotzahnspitzmäusen kann nur bei Jungtieren deutlich erkannt werden, da das Zahnschmelz der Schneidezähne bei älteren Exemplaren abgenutzt ist.

## Verbreitung
Die Wanderspitzmaus lebt im Westen Nordamerikas, wo sie im Norden südliche Gebiete von British Columbia und Vancouver Island (Kanada) erreicht. Die östliche Grenze des Verbreitungsgebiets liegt im Westen Montanas, im Westen Wyomings sowie im Nordwesten Utahs. Die Art kommt im Süden bis zum Sequoia-Nationalpark und bis zum Monterey County (beide Kalifornien) vor. Sie bevorzugt feuchte Landschaften, wie Marschland oder das Umfeld von Seen und Wasserläufen. Diese Spitzmaus besucht auch halbtrockene Gebiete. Sie erreicht in Gebirgen 2130 Meter Höhe.

## Lebensweise
Die Exemplare halten keine Winterruhe und sind vorwiegend nachtaktiv. Nur im Frühjahr sind sie öfter am Tag unterwegs. Die Wanderspitzmaus baut verschiedene Nester aus trockenem Gras und Blättern. Diese werden mit Moos, Haaren und Federn gepolstert sowie unter herabgefallenen Ästen oder Steinen versteckt. Kurz genutzte Nester der warmen Jahreszeit haben einen Durchmesser von 2 bis 8 cm und sind leicht gewölbt. Das Nest zur Aufzucht der Nachkommen ist kuppelförmig mit einem Durchmesser von 6 bis 24 cm und einer Höhe von 4 bis 6 cm. Die Nester für kühle Tage liegen von der Größe her mittig.
Die fast erwachsenen Exemplare verteidigen meist ein Revier mit Warnrufen und Scheinangriffen. Mit Beginn der Fortpflanzungszeit überlappen sich die Territorien. Die Wanderspitzmaus setzt zur Orientierung im Gelände Echoortung ein mit Lauten deren Frequenz zwischen 18 und 60 kHz liegt. Da die Signale nicht weit reichen, werden sie vermutlich nicht zur Erkennung von Beute oder Feinden eingesetzt.
Das Nahrungsspektrum der Art reicht von Regenwürmern über Raupen, ausgewachsene Käfer, Doppelfüßer, Spinnen, Schnecken und Grashüpfer bis zu Pilzen, grünen Pflanzenteilen, Blumen, Pflanzensamen, Pilze und Kadaver. Gelegentlich erlegt die Wanderspitzmaus größere Beute wie Salamander und Frösche. Exemplare in Gefangenschaft benötigten pro Tag das 1,7-fache ihres Körpergewichts an Nahrung und häufig Zugang zu Wasser.
Bei Weibchen kommen während der Paarungszeit, die in Tieflagen im März beginnt und bis August oder September reicht, bis zu drei Würfe vor. Ein Wurf besteht meist aus vier bis sechs Nachkommen (selten bis zu neun) nach einer Trächtigkeit von etwa 20 Tagen. Kurz nach der Geburt ist das Weibchen erneut paarungsbereit. Die Neugeborenen sind nackt, blind und wiegen 0,35 bis 0,5 g. Die ersten Haare bilden sich nach zwei Wochen, die Augen öffnen sich nach etwa drei Wochen und nach durchschnittlich 25 Tagen erfolgt die Entwöhnung. Im zeitigen Frühjahr geborene Weibchen können sich noch im selben Jahr fortpflanzen.

## Gefährdung
Für die Wanderspitzmaus liegen keine Bedrohungen vor. Sie wird häufig angetroffen und von der IUCN als nicht gefährdet (least concern) gelistet.